# Astana Pro Team/2020
Deze pagina geeft een overzicht van de Astana Pro Team UCI World Tour wielerploeg in 2020.

## Algemeen

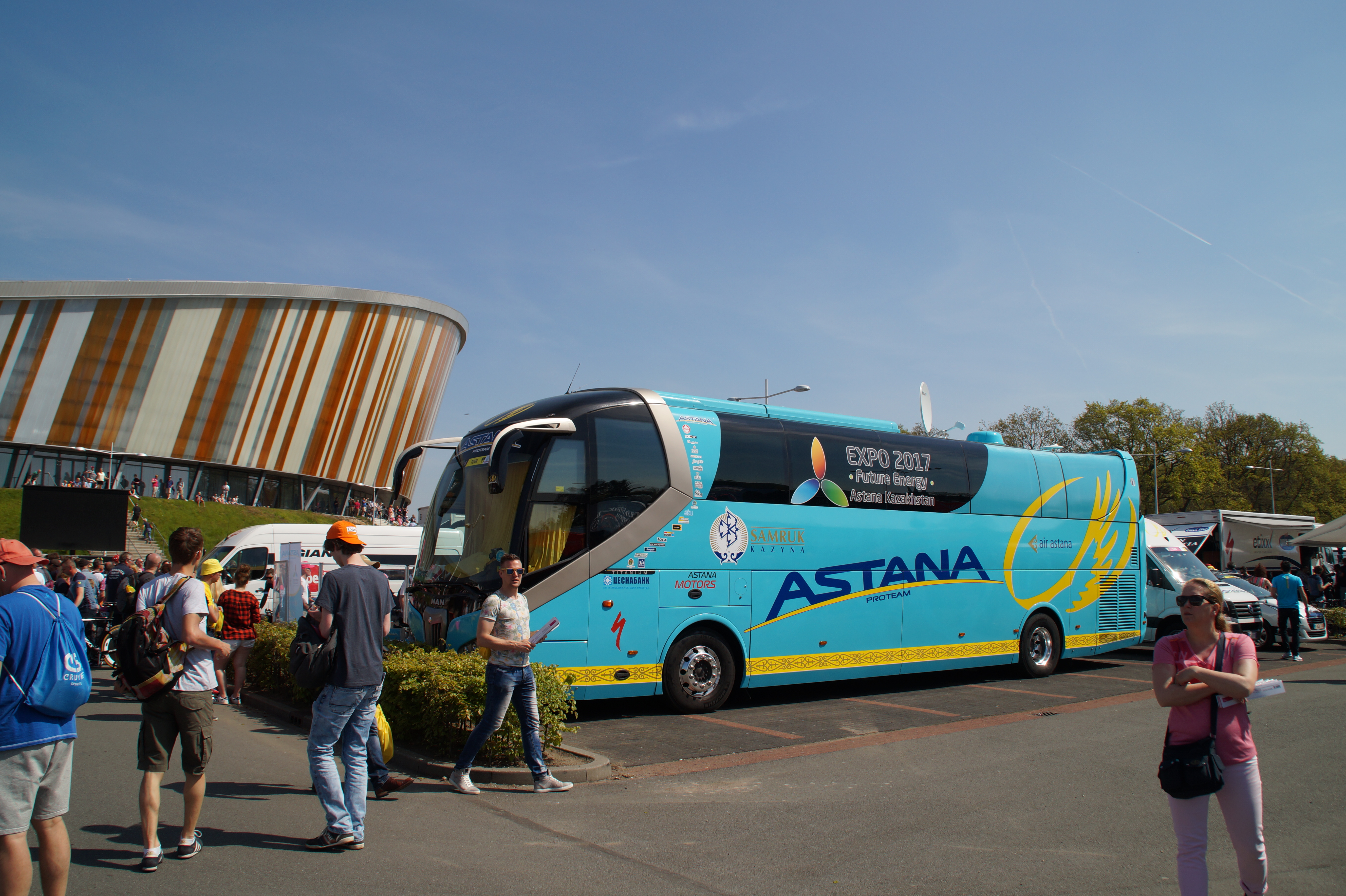
De ploegbus

Algemeen manager: Aleksandr Vinokoerov
Teammanager: Dmitri Fofonov
Ploegleiders: Bruno Cenghialta, Giuseppe Martinelli, Alexander Schefer, Dimitri Sedoen, Stefano Zanini
Fietsen: Wilier Triestina

## Renners
| Naam               | Geboortedatum | Nationaliteit | Ploeg 2019                    |
| ------------------ | ------------- | ------------- | ----------------------------- |
| Alex Aranburu      | 19-09-1995    | Spanje        | Caja Rural-Seguros RGA        |
| Jandos Bïjigitov   | 10-06-1991    | Kazachstan    |                               |
| Manuele Boaro      | 12-03-1987    | Italië        |                               |
| Hernando Bohórquez | 22-06-1992    | Colombia      |                               |
| Rodrigo Contreras  | 03-04-1994    | Colombia      |                               |
| Laurens De Vreese  | 29-09-1988    | België        |                               |
| Fabio Felline      | 29-03-1990    | Italië        | Trek-Segafredo                |
| Daniil Fominykh    | 28-08-1991    | Kazachstan    |                               |
| Omar Fraile        | 17-07-1990    | Spanje        |                               |
| Jakob Fuglsang     | 22-03-1985    | Denemarken    |                               |
| Jevgenıı Gıdıch    | 19-05-1996    | Kazachstan    |                               |
| Jonas Gregaard     | 30-07-1996    | Denemarken    |                               |
| Dmitri Groezdev    | 13-03-1986    | Kazachstan    |                               |
| Hugo Houle         | 27-09-1990    | Canada        |                               |
| Gorka Izagirre     | 07-10-1987    | Spanje        |                               |
| Ion Izagirre       | 04-02-1989    | Spanje        |                               |
| Merhawi Kudus      | 23-01-1994    | Eritrea       |                               |
| Aleksej Loetsenko  | 07-09-1992    | Kazachstan    |                               |
| Miguel Ángel López | 04-02-1994    | Colombia      |                               |
| Davide Martinelli  | 31-05-1993    | Italië        | Deceuninck–Quick-Step         |
| Ywrïy Natarov      | 28-12-1996    | Kazachstan    |                               |
| Vadïm Pronskïy     | 04-06-1998    | Kazachstan    | Vino-Astana Motors            |
| Óscar Rodríguez    | 06-05-1995    | Spanje        | Euskadi Basque Country-Murias |
| Luis León Sánchez  | 24-11-1983    | Spanje        |                               |
| Nikita Stalnov     | 14-09-1991    | Kazachstan    |                               |
| Harold Tejada      | 27-04-1997    | Colombia      | Medellín                      |
| Aleksandr Vlasov   | 23-04-1996    | Rusland       | Gazprom-RusVelo               |
| Artjom Zacharov    | 27-10-1991    | Kazachstan    |                               |

### Vertrokken
| Naam             | Geboortedatum | Nationaliteit | Ploeg 2020            |
| ---------------- | ------------- | ------------- | --------------------- |
| Davide Ballerini | 21-09-1994    | Italië        | Deceuninck–Quick-Step |
| Peio Bilbao      | 25-02-1990    | Spanje        | Bahrain McLaren       |
| Dario Cataldo    | 17-03-1985    | Italië        | Movistar Team         |
| Magnus Cort      | 16-01-1993    | Denemarken    | EF Education First    |
| Jan Hirt         | 21-01-1991    | Tsjechië      | CCC Team              |
| Davide Villella  | 27-06-1991    | Italië        | Movistar Team         |
| Andrej Zejts     | 14-12-1986    | Kazachstan    | Mitchelton-Scott      |

## Overwinningen
| Nationale kampioenschappen wielrennen Spanje - wegrit: Luis León Sánchez Ronde van de Provence 2e etappe: Aleksandr Vlasov Puntenklassement: Aleksej Loetsenko Jongerenklassement: Aleksandr Vlasov Ploegenklassement: 1)* Ronde van Murcia 2e etappe: Luis Léon Sánchez Ruta del Sol 1e etappe: Jakob Fuglsang 3e etappe: Jakob Fuglsang Eindklassement: Jakob Fuglsang Puntenklassement: Jakob Fuglsang Ronde van de Algarve 4e etappe: Miguel Ángel López Gran Trittico Lombardo Gorka Izagirre Mont Ventoux Denivélé Challenge Aleksandr Vlasov Ronde van Lombardije Jakob Fuglsang Ronde van Emilia Aleksandr Vlasov | Memorial Marco Pantani Fabio Felline Ronde van Frankrijk 6e etappe: Aleksej Loetsenko 17e etappe: Miguel Ángel López Internationale Wielerweek Ploegenklassement: *2) Tirreno-Adriatico Jongerenklassement: Aleksandr Vlasov Ronde van Spanje 6e etappe: Jon Izagirre |  |

*1) Ploeg Ronde van de Provence: Aranburu, Felline, G. Izagirre, Kudus, Loetsenko, Pronskïy en Vlasov
*2) Ploeg Internationale Wielerweek: Contreras, Felline, Gregaard, Kudus, Pronskïy, Stalnov
2005 · 2006 · 2007 · 2008 · 2009 · 2010 · 2011 · 2012 · 2013 · 2014 · 2015 · 2016 · 2017 · 2018 · 2019 · 2020 · 2021 · 2022 · 2023 · 2024 · 2025
AG2R-La Mondiale · Astana Pro Team · Bahrain McLaren · BORA-hansgrohe · CCC Team ·  Cofidis, Solutions Crédits · Deceuninck–Quick-Step · EF Education First · Groupama-FDJ · Israel Start-Up Nation · Lotto Soudal · Mitchelton-Scott · Movistar Team ·  NTT Pro Cycling · Team INEOS · Team Jumbo-Visma · Team Sunweb · Trek-Segafredo · UAE Team Emirates